# Rogério Leão
Rogério Araújo Leão, conhecido como Rogério Leão (São José do Belmonte, 18 de julho de 1963), é um engenheiro civil, administrador, político pernambucano que serve atualmente como Deputado Estadual de Pernambuco. Eleito em 2014 e reeleito em 2018 com 40.307 votos, foi presidente da Comissão de Negócios Municipais durante três biênios e está como terceiro-secretário da Mesa Diretora na Assembleia Legislativa de Pernambuco (Alepe).
Filho de sertanejos, Rogério estudou engenharia civil na Escola Politécnica de Pernambuco, na capital pernambucana, Recife. Em 2008, sua reeleição para Prefeito de São José do Belmonte o consolidou como prefeito mais atuante de São José do Belmonte. Na Prefeitura, implantou uma Escola Técnica Estadual, construiu estrada que liga o Estado de Pernambuco com a Paraíba, construiu duas adutoras, uma no distrito do Carmo e outra no distrito do Jatobá, conquistou uma agência do INSS para o município, pavimentou mais de 70 (setenta) ruas, urbanizou o distrito de Bom Nome, entre outras obras no município. 
Concorreu, com sucesso, ao parlamento pernambucano em 2014, reeleito em 2018 com 40.307 votos pelo PR (Partido da República) e tem como base eleitoral e foco dos seus trabalhos, o Sertão de Pernambuco. 

## Carreira Empresarial
Em 2013 assumiu a presidência do Porto do Recife, onde focou sua atuação na ampliação da área alfandegada e investiu na área de armazenagem, bem como no aumento do faturamento da empresa.

## Carreira Política

### PREFEITO
Filho de Pedro Leão Leal, prefeito de São José do Belmonte por duas vezes, foi prefeito da mesma cidade em duas ocasiões, em 2004 e 2008.

### Primeiro Mandato
Implementou a construção da estrada que liga São José do Belmonte à divisa com a Paraíba, e de uma adutora nos distritos do Carmo e do Jatobá.

### Segundo Mandato
Conquista de uma agência do INSS, o calçamento de mais de 70 ruas, a urbanização do distrito de Bom Nome e a criação de uma Escola Técnica Estadual.

### DEPUTADO
Está em seu segundo mandato como Deputado Estadual em Pernambuco, foi eleito em 2014 e reeleito em 2018 com 40.307 votos e tem como base eleitoral e foco dos seus trabalhos, o Sertão do Estado.

### Agricultura
Concentra seus esforços na situação hídrica da Região do Semiárido, focando na construção de pequenas barragens, poços artesianos, sistemas de abastecimento de água nos distritos e comunidades rurais, bem como na busca por subsídios para a agricultura familiar. Também visa à descentralização da educação, ao desenvolvimento industrial e comercial e à geração de emprego e renda.

### Educação
Em um dos seus Projetos de Lei aprovados pela ALEPE, o deputado propôs alteração na Política Estadual do Livro que juramenta a ampliação do acervo das bibliotecas escolares passando a contar com um livro para cada estudante matriculado. A Lei obriga na aquisição de novos títulos o percentual mínimo de 10% (dez por cento) para autores pernambucanos ou radicados há pelo menos 05 (cinco) anos no Estado de Pernambuco.

### Saúde
O benefício de meia-entrada para pessoas com câncer em espetáculos artístico-culturais e esportivos realizados no âmbito do Estado. Com a Lei, fica assegurado às pessoas com câncer o acesso a salas de cinema, cineclubes, teatros, espetáculos musicais e circenses e eventos educativos, esportivos, de lazer e de entretenimento no âmbito estadual promovidos por quaisquer entidades e realizados em estabelecimentos públicos ou particulares, mediante pagamento da metade do preço do ingresso efetivamente cobrado do público em geral.
Ainda falando da atuação do parlamentar na área de saúde, o Projeto de Lei que dispões sobre a obrigatoriedade dos estabelecimentos que comercializem produtos alimentícios, disporem em local único, especifico e com destaque, os produtos destinados aos indivíduos diabéticos e com intolerância a lactose foi aprovado e teve grande repercussão no Estado. Os supermercados, hipermercados e estabelecimentos congêneres que comercializem produtos alimentícios, ficam obrigados a disponibilizar, em local único, específico e com destaque, para os produtos destinados aos indivíduos diabéticos e com intolerância à lactose.
Só em 2015 o parlamentar, em consonância com seus esforços, conseguiu que a Assembleia Legislativa de Pernambuco aprovasse quinze Projetos de Lei de sua autoria.

## Ligações Externas
- Assembleia Legislativa de Pernambuco
- Perfil Parlamentar na ALEPE
- FanPage no Facebook
- IG no Instagram